# فرانس ديغل
فرانس ديغل (بالإنجليزية: France Daigle)‏ (18 نوفمبر 1953، مونكتون في كندا)؛ كاتِبة، صحفية، كاتبة مسرحية وروائية كندية.